# Chad Faust
Pour les articles homonymes, voir Faust (homonymie).
Chad Faust, né le 14 juillet 1980 à Victoria (Colombie-Britannique), est un acteur canadien.

## Biographie
Chad Faust fait partie d'une famille assez pauvre. Son père (Anthony Faust) et sa mère (Shannon Gibbs) donnent naissance en 1982 à Kevin, le frère de Chad.

## Filmographie
- 2003 : Hope Springs : Rob
- 2003 : Smallville saison 2, épisode 18 : Kyle
- 2004 : Saved! : Dean
- 2005 : Tamara : Jesse
- 2007 : Descent : Jared
- 2007 : Les 4400 : Kyle Baldwin
- 2008 : Les Experts : Manhattan
- 2008 : Heroes saison 3, épisode 12 et 13 : le marine Scott
- 2011 : Dr House : Lane
- 2012 : The Listener : 'Manny' Mason